# 호르스트 베셀
호르스트 루트비히 베셀(Horst Ludwig Georg Erich Wessel, 1907년 10월 9일~1930년 2월 23일)은 나치 돌격대이자 국가사회주의 독일 노동자당 당원이었다.
나치당의 초기 멤버로 활동하였으나 나치가 집권하기 전, 1930년 1월 14일 독일 공산당 소속 괴한들의 총격을 받고 2월 23일 사망했다.
그가 죽기 전인 1929년 5월에 남긴 Die Fahne Hoch(기를 높이 내걸어라)라는 정치시를 지었고 이것이 훗날 요제프 괴벨스의 선전부에 이용되어, 그를 '나치스 순교자'로 높이 떠받들어 호르스트 베셀의 노래로 작곡된다. 1933년 히틀러의 나치스 집권 이후 나치의 당가로 채택되어 나치 독일 집권 시절 연주되곤 하였다.

## 같이 보기
- 아돌프 히틀러
- 국가 사회주의 독일 노동자당
- 호르스트 베셀의 노래